# 保罗·胡达客
保罗·雷蒙德·胡达客（Paul Raymond Hudak）（1952年7月15日—2015年4月29日）是美国耶鲁大学计算机科学教授，以参与设计Haskell程序语言、创作若干Haskell和计算机音乐的教科书而闻名。他曾是耶鲁大学计算机系的系主任，以及耶鲁大学塞布鲁克学院的院长。他于2015年4月29日因白血病去世。